# 烏克蘭婦女
乌克兰妇女，在烏克蘭經濟、烏克蘭政治、烏克蘭文化和社会领域以及家庭方面享有与男子平等的权利。不過烏克蘭女性的薪水较低，职业发展的机会有限。

## 乌克兰女权主义史
乌克兰于1991年独立，现在是一个拥有超过4000万人口的国家，其中大部分是东正教； 70%的人口居住於城市。
1920年代在現今乌克兰西部出現了一個女權組織。在苏联时代，女权主义被归类为资产阶级意识形态，所以當時 不允許討論女权主义。  1991年乌克兰独立后，女权运动開始慢慢發展。 
截至2010年，乌克兰有几个活跃的女权团体，例如Feminist Ofenzyva和乌克兰妇女联盟。基辅最活跃的女权团体FEMEN于2013年撤離烏克蘭。该组织的领导层担心 "自己的生命和自由"受到威脅。

## 针对妇女的暴力
大约45%的乌克兰人口遭受過身体、性或精神等方面的暴力，其中大多数是女性。 站街女在這方面尤其嚴重，其中约40%遭受過性暴力，其中的25%甚至未满18岁。 联合国人口基金驻乌克兰代表Nuzhat Ehsan于2013年2月表示，“乌克兰的暴力程度确实令人无法接受，特別是男性，他們在大量饮酒之後動輒訴諸暴力”。他还指责立法漏洞导致家庭暴力事件頻發，“很多人侵犯妇女，如果你是高官或高官家庭成員的話，你甚至可以逍遥法外”。 

## 劳动力中的女性
妇女占乌克兰人口的54%，占劳动力人口的47.4%。 超过60%的乌克兰妇女接受过高等教育，擁有大学及以上文憑。然而，与具有相同教育背景的男性相比，女性的失业率更高，乌克兰80%的失业者是女性。 
烏克蘭劳动法規定男女在法律上的平等以及同工同酬。不過以女性工人为主的行业相对其他行業工资較低，而且這類人最容易受到拖欠工资的影响。有报道称，一些雇主拒绝雇用可能會怀孕的年轻女性或35岁以上的女性。妇女的薪水也较低，职业发展的机会也很有限。很少有女性能在政府、国有以及私营企业担任高级管理职务。   

此外烏克蘭也在慢慢試行延遲退休制度。到2021年，烏克蘭女性退休年齡為60岁，男性62岁，原本本女性到了55岁，男性到了60岁就能退休。 2008年，女性的劳动参与率（LPR）约为 62%。 

## 乌克兰企业中的女性
平均而言，女性的收入比担任类似职位的男性少30%。
在所有没有员工的企业中，约有50%是女性拥有的。拥有1至5名员工的企业中有 27%是女性拥有的。雇员少于50人的企业中有30%为女性所有。这些数字与其他西方经济体的数字相似。相對於其他領域，往往在零售、批发贸易和餐饮业中有更多的女性領導的企業。  2%的大公司由女性领导。

## 乌克兰政治中的女性
在2019年烏克蘭議會選舉中，有87名女性当选为议会议员，占议员总数的20.52%，创下了乌克兰的纪录。2014年，乌克兰最高拉达中约12.1%为女性。2014年11月12日乌克兰真理报发表的研究报告显示，就全球平均來看，议会議員中有22%為女性，而在欧盟国家这一数字为25%。根据各国议会的研究顯示（2014年11月1日发表），乌克兰在189个国家中，妇女在议会中的政治代表性排名第112。

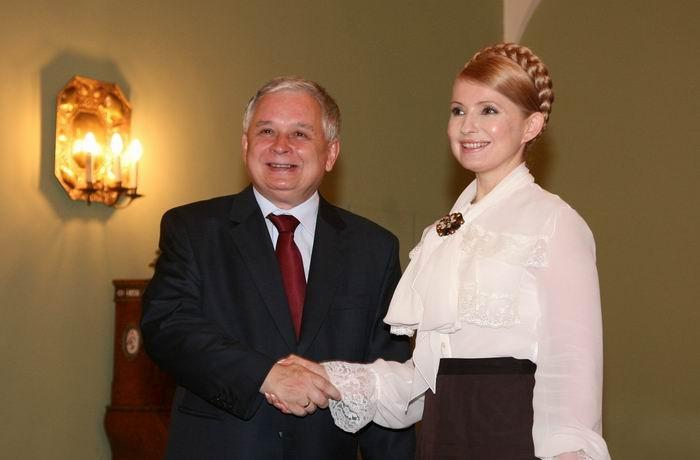
乌克兰总理尤利娅·季莫申科和波兰总统莱赫·卡钦斯基（2008年 7月）

尤莉婭·季莫申科聯盟及其继任者全烏克蘭祖國聯盟 是唯一一个进入议会的由女性领导的政党。  
在2010年乌克兰总统选举期間，当时的總統候选人維克多·費奧多羅維奇·亞努科維奇拒绝与他的女性競爭对手总理尤莉婭·弗拉基米羅芙娜·季莫申科进行辩论，并稱 "女人就應該待在厨房 "。前最高拉达主席沃洛迪米爾·利特溫也发表過对妇女无礼的言论。

## 乌克兰军队中的女性
乌克兰的女性被允许参军， 但从历史上看，她們基本上都是一些非戰鬥人員，例如医生、厨师、会计师等。 自2016年7月起，乌克兰军队开始將女性納入戰鬥人員，例如出現了女性机枪手、军事侦察员和狙击手。 

### 註腳
1. ↑  . ipu.org. 25 July 2019  [2022-03-07]. （原始内容存档于2022-03-04）.
2. ↑   (PDF). HUMAN DEVELOPMENT REPORTS.   [26 October 2021]. （原始内容 (PDF)存档于2020-12-19）.
3. ↑   (PDF). World Economic Forum.   [21 December 2021]. （原始内容 (PDF)存档于2021-03-30）.
4. ↑  . www.cia.gov.   [2020-12-15]. （原始内容存档于2021-02-14）.
5. ↑  . Історична правда.   [23 March 2015]. （原始内容存档于2016-03-16）.
6. 1 2  A Biographical Dictionary of Women's Movements and Feminisms: Central, Eastern and South Eastern Europe, 19th and 20th Centuries （页面存档备份，存于） by Francisca De Haan, Krasimira Daskalova and Anna Loutfi, Central European University Press, 2006, ISBN 978-963-7326-39-4 (page 411 etc.)
7. 1 2 3  Topless protesters gain fame in Ukraine[], The Washington Post (November 19, 2010)
8. ↑  Women accuse Ukraine's Azarov of discrimination （页面存档备份，存于）, Kyiv Post (1 April 2010)
9. ↑  Feminine Femen targets 'sexpats' （页面存档备份，存于）, Kyiv Post (22 May 2009)
10. ↑  New Feminist Offensive aims to lift women （页面存档备份，存于）, Kyiv Post (22 March 2012)
11. ↑  （烏克蘭語） У колишньому офісі Femen відкрили книжкову крамницю In the former office Femen opened a bookstore （页面存档备份，存于）, Ukrayinska Pravda (23 October 2013)
12. ↑  （烏克蘭語） Активістки Femen втекли з України Femen activists fled from Ukraine （页面存档备份，存于）, Ukrayinska Pravda (31 August 2013)
13. ↑  （烏克蘭語） Femen закриє офіс в Україні, але діяльність не припинить Femen closes office in Ukraine, however, the activities do not stop （页面存档备份，存于）, Ukrayinska Pravda (27 August 2013)
14. 1 2 3  Kyivans join global rally to end violence against women （页面存档备份，存于）, Kyiv Post (14 February 2013)
15. ↑  . data.worldbank.org.   [2020-12-15]. （原始内容存档于2019-04-17）.
16. ↑  http://www.belgium.iom.int/StopConference/relevantdocs/030%20Pyschulina.%20Human%20Trafficking%20in%20Ukraine%20and%20prevention.pdf 的存檔，存档日期2007-06-24.
17. ↑  .   [23 March 2015]. （原始内容存档于2011-06-29）.
18. ↑  .   [23 March 2015]. （原始内容存档于2019-12-12）.
19. ↑  . U.S. Department of State. 11 March 2008  [23 March 2015]. （原始内容存档于2019-11-27）.
20. ↑  . 3 November 2004  [23 March 2015]. （原始内容存档于2009-01-03）.
21. ↑  . РИА Новости. 2011-07-08  [2020-12-15]. （原始内容存档于2018-07-11） （俄语）.
22. ↑  . wageindicator.org.   [2022-03-07]. （原始内容存档于2017-12-06）.
23. ↑  On Women’s Day, struggle for equality remains （页面存档备份，存于）, Kyiv Post (8 March 2012)
24. 1 2  （烏克蘭語） The new Council has increased the number of women deputies （页面存档备份，存于）, Ukrayinska Pravda (23 July 2019)
25. ↑  （烏克蘭語） The new parliament greatest women in history （页面存档备份，存于）, Ukrayinska Pravda (12 November 2014)
26. ↑  Parliament has record number of women （页面存档备份，存于）, Kyiv Post (11 December 2014)
27. ↑  After the parliamentary elections in Ukraine: a tough victory for the Party of Regions （页面存档备份，存于）, Centre for Eastern Studies（英语：Centre for Eastern Studies） (7 November 2012)
28. ↑  Central and East European Politics: From Communism to Democracy Second Edition （页面存档备份，存于）, edited by Sharon Wolchik and Jane Curry, Rowman & Littlefield Publishers, Inc., 2011, ISBN 0-7425-6734-6
29. ↑  .   [23 March 2015]. （原始内容存档于2017-12-07）.
30. ↑  Newseditor. .   [2022-03-07]. （原始内容存档于2019-04-04）.
31. ↑  Honoring Women, Ukrainian Government-Style  （页面存档备份，存于）, 自由欧洲电台／自由电台 (8 March 2012)
32. ↑  Women in the military by country（英语：Women in the military by country）
33. ↑   (PDF). 3.0: 9. November 2016  [2022-03-07]. （原始内容 (PDF)存档于2019-03-27）.
34. ↑   (PDF). 3.0: 15. November 2016  [2022-03-07]. （原始内容 (PDF)存档于2019-03-27）.Ministry of Defence of Ukraine.  (PDF): 57. 2017  [2022-03-07]. （原始内容 (PDF)存档于2019-03-27）.